# دافنه دیکرز
دافنه دیکرز (هلندی: Daphne Deckers؛ زادهٔ ۱۰ نوامبر ۱۹۶۸) هنرپیشه، نویسنده، ستون‌نویس، مجری، مدل (شخص)، و روزنامه‌نگار اهل هلند است. دیکرز کار خود را به عنوان یک مدل آغاز کرد. بعدها، او برای بازی در فیلم جیمز باند فردا هرگز نمی‌میرد اقدام کرد. در حال حاضر او در خصوص کودکان، زندگی خانوادگی و موضوعات مرتبط مشغول به نوشتن کتاب است.